# Брюггеней, Герман фон
Герман фон Брюггеней (нем. Hermann von Brüggenei; около 1475 — 4 февраля 1549) — ландмейстер Тевтонского ордена в Ливонии (1535—1549).

## Биография
В 1519—1527 годах занимал должность фогта замка Бауска. В 1529 году ливонский магистр Вальтер фон Плеттенберг назначил фон Брюггенея маршалом Ливонского Ордена. В 1533 году фон Брюггеней был назначен коадъютером (заместителем) ливонского магистра Вальтера фон Плеттенберга. В феврале 1535 года после смерти фон Плеттенберга фон Брюггеней был избран новым ландмейстером Тевтонского Ордена в Ливонии.
23 июля 1535 года фон Брюггеней подтвердил городу Риге все привилегии и свободу вероисповедания.